# Plososetro
Plososetro is een bestuurslaag in het regentschap Lamongan van de provincie Oost-Java, Indonesië. Plososetro telt 833 inwoners (volkstelling 2010).